# Dharwad Challenger 2006
Il Dharwad Challenger 2006 è stato un torneo di tennis facente parte della categoria ATP Challenger Series nell'ambito dell'ATP Challenger Series 2006. Il torneo si è giocato a Dharwad in India dal 24 al 30 aprile 2006 su campi in cemento.

## Vincitori

### Singolare
Viktor Troicki ha battuto in finale  Łukasz Kubot con il punteggio di 2–6, 6–4, 6–4

### Doppio
Kamil Čapkovič /  Lukáš Lacko hanno battuto in finale  Sanchai Ratiwatana /  Sonchat Ratiwatana con il punteggio di 6–3, 7–5